# Вагікаль
Вагікаль — лікарський засіб з діючою речовиною Calendula officinalis (календула лікарська) у формі супозиторіїв вагінальних, що застосовується при запальних станах вагіни; та як допоміжний засіб при ерозіях шийки матки.

## Лікарська форма
Супозиторії вагінальні циліндричноконічної форми білого кольору з жовтуватим відтінком. На зрізі допускається наявність повітряного та пористого стрижня та воронкоподібного заглиблення.
Упаковка. По 5 супозиторіїв у стрипі; по 2 стрипи у картонній упаковці.
Категорія відпуску. Без рецепта.

## Фармакологічна дія
Calendula officinalis (календула лікарська) містить флавоноїди, сапоніни, каротиноїди, три терпенові спирти. Їх фармакологічна дія взаємно доповнюється і забезпечує протизапальний ефект, пришвидшує процес грануляції та епітелізації, діє фунгістатично і цитотоксично, а також чинить захисну, антибіотичну та імуностимулювальну дію.

## Застосування
Показання. Запальні стани вагіни; як допоміжний засіб при ерозіях шийки матки.
Протипоказання. Підвищена чутливість до компонентів препарату.
Особливі застереження. Застосування у період вагітності або годування груддю. Немає достатніх даних щодо застосування препарату в період вагітності та годування груддю.
Здатність впливати на швидкість реакції при керуванні авто транспортом або роботі з іншими механізмами. Не впливає.
Діти. Не застосовують.
Спосіб застосування та дози. Супозиторії застосовують інравагінально 2 - 3 рази на добу. Перед застосуванням супозиторій слід зволожити прокип’яченою охолодженою водою.
Передозування. Повідомлення відсутні.
Побічні ефекти. Препарат, як правило, переноситься добре, проте при індивідуальній підвищеній чутливості можливий розвиток алергічних реакцій.
Взаємодія з іншими лікарськими засобами та інші види взаємодій. Не вивчалася.